# NGC 3685
NGC 3685 este o galaxie lenticulară situată în constelația Leul. A fost descoperită în 11 decembrie 1877 de către .